# آب‌نمای فرشته سقوط‌کرده
آب‌نمای فرشته سقوط‌کرده (به اسپانیایی: Fuente del Ángel Caído) در پارک رتیرو مادرید، اسپانیا است. این آب‌نما توسط ریکاردو بیبر (فرشته) و فرانسیسکو خارنیو (پایهٔ آب‌نما) در سال ۱۸۸۵ ساخته شده‌است.

## تاریخچه

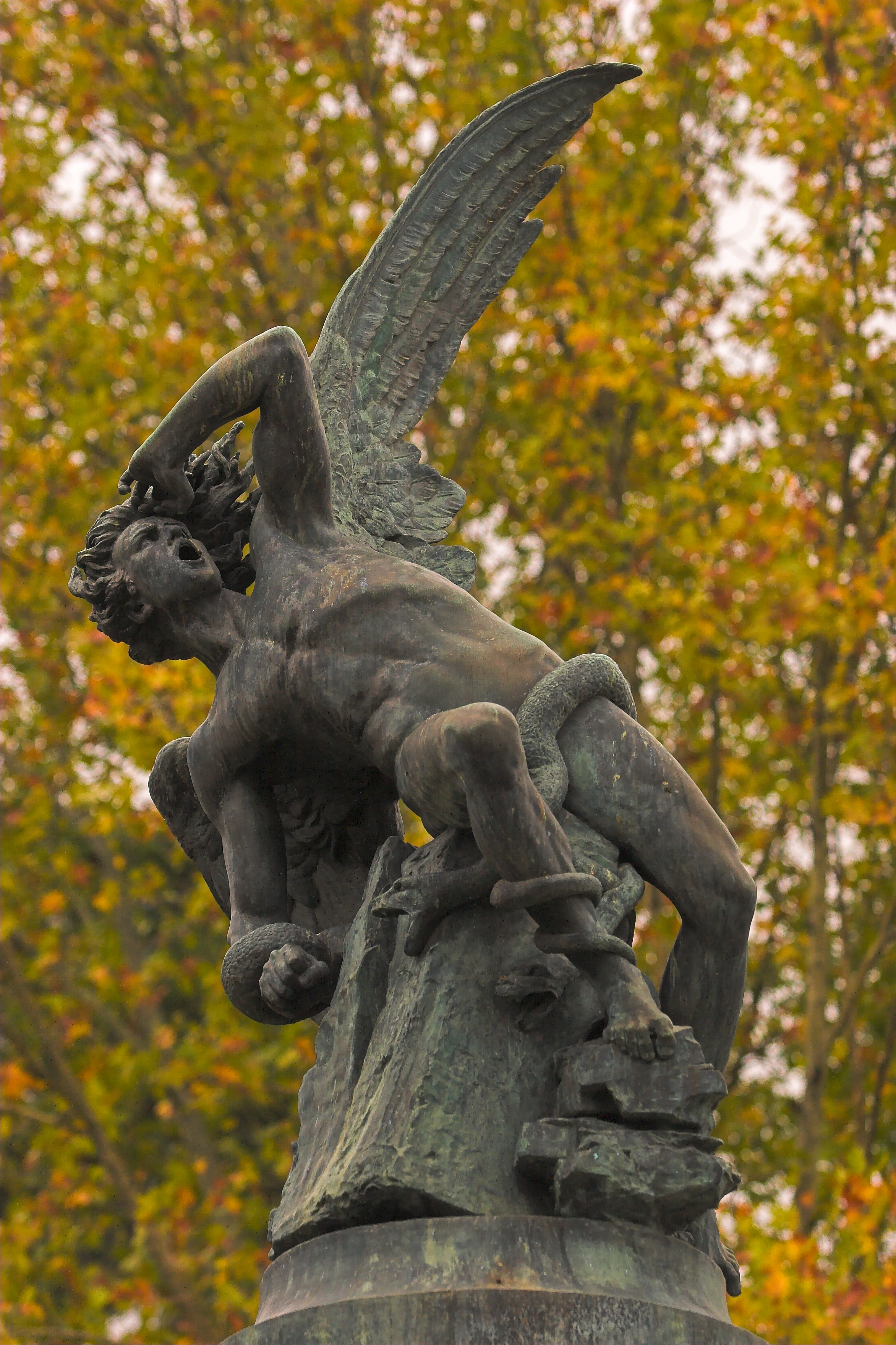
فرشتهٔ مغضوب.

در سال ۱۸۷۷، مجسمه‌ساز مادریدی، ریکاردو بیبر در طول سال سوم بازنشستگی خود در آکادمی هنرهای زیبا اسپانیایی در رم مجسمه‌ای از گچ به نام فرشتهٔ سقوط‌کرده، ساخت.
این مجسمه توسط دولت و با توجه به ارزیابی که قبلاً توسط هیئت داوران نمایشگاه انجام شده‌بود با هزینهٔ ۴۵۰۰ پزوتا، در سال ۱۸۷۸ به پاریس به نمایشگاه جهانی منتقل کردند؛ زیراکه بستر مناسبی برای ریختگری فلزی مجسمه‌های ساخته‌شده از گچ و سنگ مرمر بود.
فرشتهٔ سقوط‌کرده سپس بخشی از مجموعه‌ای از موزه ملی تبدیل شد.
مجسمه به شهر مادرید برای نصب در یک محل عمومی در پایتخت منتقل شد.
در ماه مه سال ۱۸۸۰، فرانسیسکو خارنیو، معمار مسئول وزارت توسعه، طراحی یک پایه را راه‌اندازی کرد که در آن کار با پشتیبانی بیبر همراه بود. این پایه از گرانیت، برنز و سنگ ساخته شد. این مجموعه به‌طور رسمی در سال ۱۸۸۵ افتتاح شد.